# Busard des roseaux
Circus aeruginosus
Espèce
Statut de conservation UICN

 LC  : Préoccupation mineure
Statut CITES
Le Busard des roseaux (Circus aeruginosus), ou Busard harpaye est une espèce de rapaces diurnes appartenant à la famille des Accipitridae.

## Description

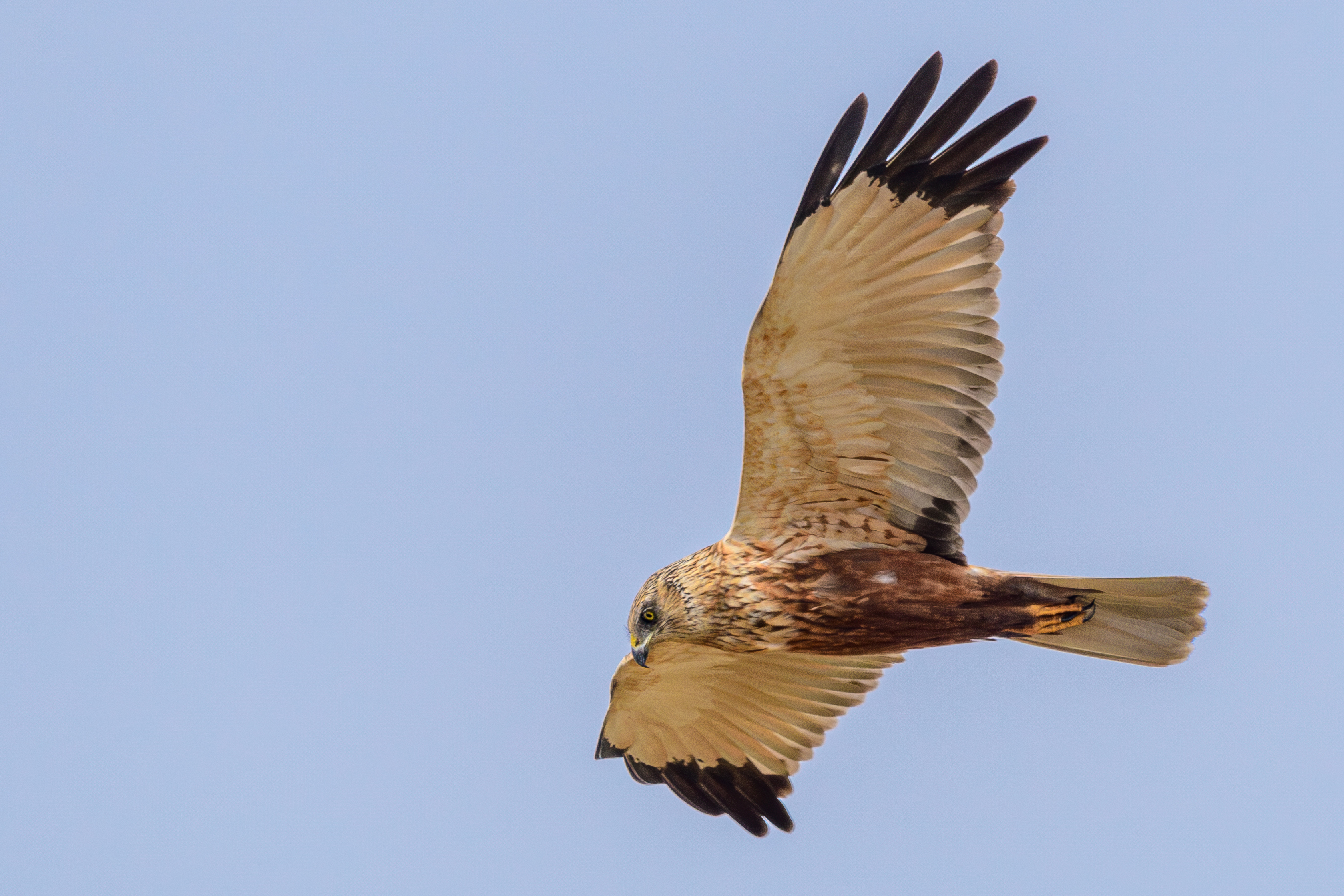
Mâle adulte en vol.

La femelle au plumage brun foncé à la calotte, la gorge et une tache plus ou moins importante à l'avant de chaque aile crème. 
Le mâle présente un plumage tricolore, dans l'ensemble brun sombre avec les ailes gris argenté aux extrémités noires.
- Longueur : 52 cm
- Envergure : 116 à 126 cm

## Comportement

### Alimentation
Petits mammifères, petits oiseaux ou œufs d'oiseaux, poissons, amphibiens, insectes, l'alimentation de ces oiseaux est très variée. Cependant pendant la période de reproduction, l'oiseau peut se spécialiser.
Pour chasser il survole, à faible hauteur, les roselières et les milieux ouverts du voisinage et surprend ses proies par son arrivée soudaine. Lorsqu'il chasse les oiseaux présents sur l'eau, il les épuise en les faisant plonger sans arrêt.

### Reproduction

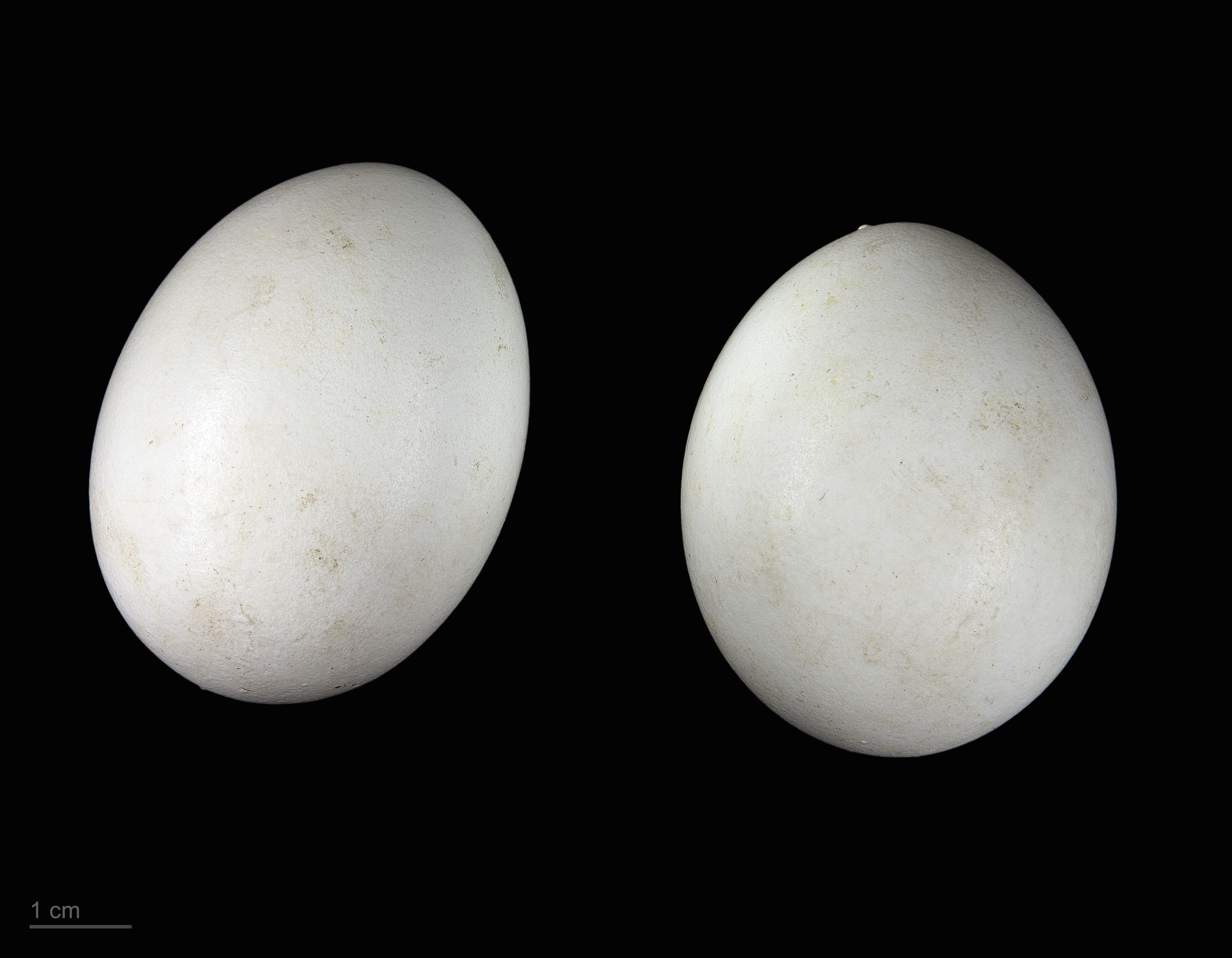
Circus aeruginosus - MHNT

La maturité sexuelle de cet animal survient aux environs de sa deuxième ou troisième année de vie pour la femelle ou au bout d'un an pour le mâle. Aux alentours de mars-avril, les busards reviennent aux zones de nidification. Lorsque les mâles arrivent dans le territoire de reproduction, commence alors le vol nuptial. Ce dernier constitue en un ensemble de chorégraphies avec des acrobaties, des piqués et des simulation d'attaque. La femelle pond 3 à 8 œufs entre avril et mai. La femelle couve seule pendant 31-34 jours.
La naissance est échelonnée, c'est-à-dire que les œufs éclosent l'un après l'autre. Les derniers à naître finissent souvent par mourir n'ayant pas assez de place dans le nid et n'ayant plus de nourriture. Au début, le mâle chasse pour elle et pour les petits, puis lorsque les petits grandissent, la femelle chasse aussi. Les petits commencent à apprendre à voler au bout de 40 à 50 jours. Mais ils volent correctement et complètement seuls au bout de 55 jours. Les jeunes busards restent dans les environs du site de nidification jusqu'à l'âge de 4 mois.

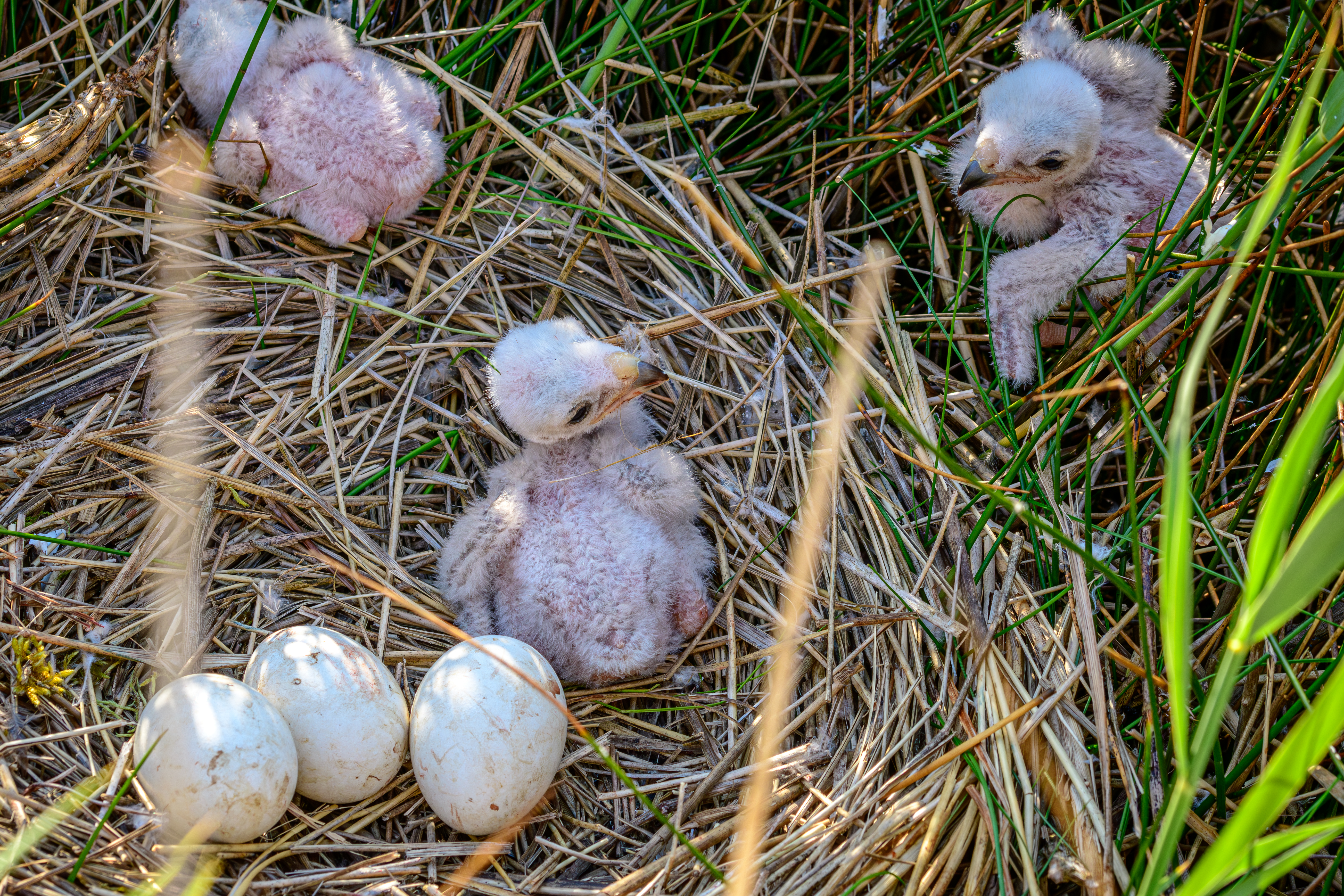
Nid avec des petits et des œufs
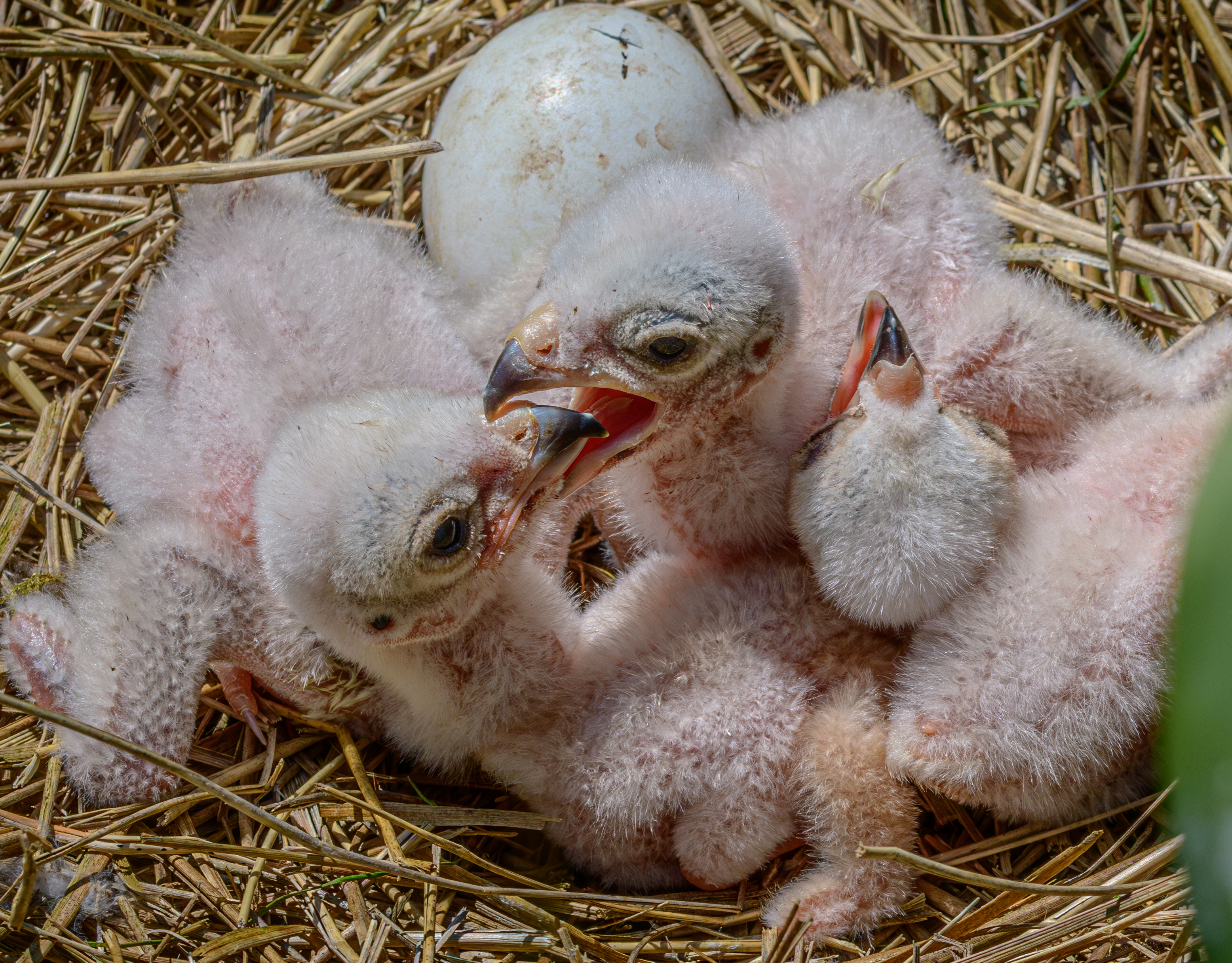
Des petits dans le nids

## Répartition et habitat

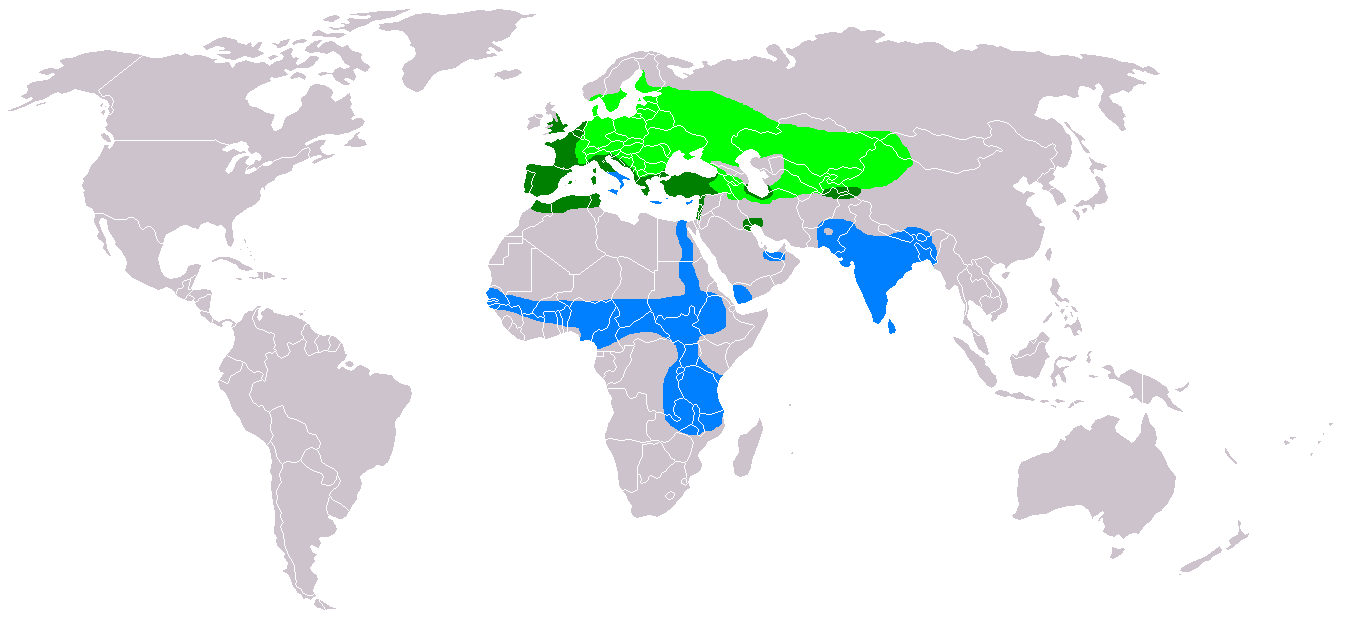
habitat permanent
zone d'hivernage
nidification

### Aire de répartition
Il est largement répandu en Eurasie, dans le nord-ouest de l'Afrique et en Océanie. En Europe, son aire de répartition est très fragmentée.
Migrateur partiel, il hiverne dans le bassin méditerranéen et en Afrique, au sud du Sahara. Présent toute l'année en France, il hiverne surtout dans le Midi.

### Habitat
L'existence de ce busard est très liée aux zones marécageuses et, en particulier lors de la nidification, aux vastes roselières riches en nourriture.

## Évolution des effectifs
Entre 1750 et 1950, cette espèce animale a énormément souffert des persécutions des Hommes. Tellement que sa population a disparu au début du XXe siècle en Grande-Bretagne et s'est raréfiée dans beaucoup d'autres pays. Cette diminution est due à la chasse, au drainage des marais et des nidifications. Entre 1950 et 1960, diverses lois ont été écrites dans de nombreux pays pour la protection des Busards des roseaux. Mais cela n'a eu aucun effet et cette espèce a continué à décliner.
Vers 1975, les tendances se sont inversées radicalement. La population a augmenté en masse surprenant tous les spécialistes. Au Danemark par exemple la population a quintuplé, on pouvait voir 80 couples en 1970, puis 310 en 1979 et 445 en 1982. Aujourd'hui cette espèce s'est stabilisée et 650 couples sont donc visibles.
Cette tendance est visible aussi en France où de nombreuses colonies se sont créées. Cependant le déclin persiste dans les autres pays d'Europe où la chasse est toujours autorisée.

## Sous-espèces
D'après la classification de référence (version 14.1, 2024) de l'Union internationale des ornithologues, le Busard des roseaux possède 2 sous-espèces (ordre philogénique) :
- Circus aeruginosus aeruginosus (Linnaeus, 1758) ;
- Circus aeruginosus harterti (Zedlitz, 1914).

## État des populations, menaces
En tant que prédatrice, cette espèce est vulnérable à la bioaccumulation de polluants divers (dont perturbateurs endocriniens et métaux lourds, radionucléides) et en particulier au plomb issu de la grenaille de plomb, source de saturnisme aviaire chez cette espèce et d'autres.